# Pekka Johansson

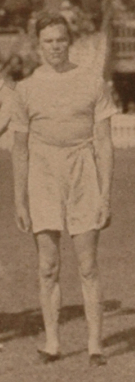
Pekka Johansson

Pekka Johansson (eigentlich: Paavo Johansson-Jaale; * 21. Oktober 1895 in Helsinki; † 5. Dezember 1983 ebenda) war ein finnischer Speerwerfer, der in den frühen 1920er Jahren erfolgreich war. Er nahm an zwei Olympischen Spielen teil und gewann eine Bronzemedaille. 
- Bei den Spielen 1920 in Antwerpen warf er in der Qualifikation 63,09 m und lag damit an zweiter Stelle hinter seinem Landsmann Urho Peltonen, der 63,50 m erzielt hatte. Im Finale jedoch konnte sich nur der dritte Finne, Jonni Myyrä, noch steigern. Mit der Siegesweite von 65,78 m verfehlte Myyrä seinen eigenen Weltrekord nur um 32 cm. Peltonen und Johansson kamen mit ihren Leistungen aus der Qualifikation auf die Plätze zwei und drei.
- Vier Jahre später bei den Spielen 1924 in Paris lief es für Johansson nicht so gut. Mit 55,10 m beendete er die Qualifikation auf dem achten Platz. Für die Finalteilnahme hätte er einen guten Meter weiter werfen müssen, da der sechste und letzte der zugelassenen Werfer, sein Landsmann Yrjö Ekqvist, auf 56,15 m gekommen war.

Über Pekka Johanssons Ergebnisse bei finnischen Landesmeisterschaften ist nichts überliefert. 